# 沙哈布尔
沙哈布尔（羅馬化：Shāhāpur）是印度马哈拉施特拉邦塔納縣的一个城镇。总人口10489（2001年）。

## 人口
该地2001年总人口10489人，其中男性5370人，女性5119人；0—6岁人口1219人，其中男640人，女579人；识字率78.02%，其中男性为82.23%，女性为73.61%。